# Skuggland
Skuggland är en roman av den svenske författaren Jonas Brun utgiven 2012. Den handlar om två pojkar som försvinner spårlöst från ett villakvarter.
Romanen belönades med Sveriges Radios romanpris 2013 med motiveringen "för en bråddjup berättelse om längtan och svek där läsaren själv får förtroendet att lägga pusslet". Året därpå sattes en dramatiserad version upp som monolog på Dramaten.